# Alistair Darling

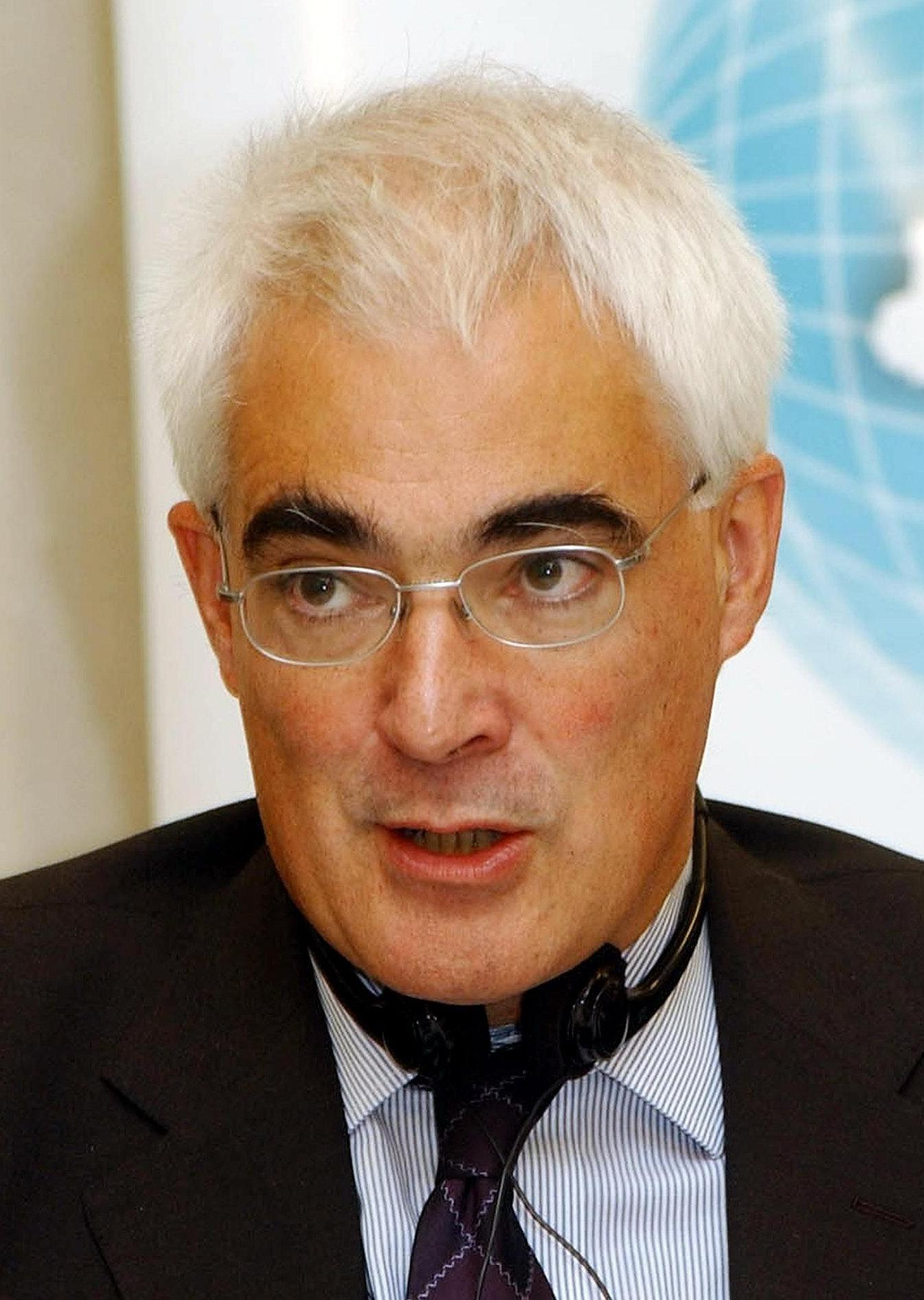
Alistair Darling.

Alistair Maclean Darling (Londres, 28 de noviembre de 1953-Edimburgo, 30 de noviembre de 2023) fue un político británico que se desempeñó como ministro de Hacienda durante el gobierno del primer ministro Gordon Brown (2007-2010). Miembro del Partido Laborista, fue miembro del Parlamento (MP) (1987- 2015), en representación de Edimburgo Central y Edimburgo Suroeste.

## Carrera política
Darling fue nombrado por primera vez secretario jefe del Tesoro por el primer ministro Tony Blair en 1997, y fue ascendido a secretario de Estado de Trabajo y Pensiones en 1998. Después de pasar cuatro años en ese departamento, pasó otros cuatro años como secretario de Estado de Transporte, y al mismo tiempo se convirtió en Secretario de Estado de Escocia en 2003. Blair trasladó a Darling por última vez en 2006, convirtiéndolo en Presidente de la Junta de Comercio y Secretario de Estado de Comercio e Industria. Después de que Brown sucedió a Blair como primer ministro, ascendió a Darling para reemplazarse a sí mismo como ministro de Hacienda en 2007, cargo en el que permaneció hasta 2010. Se desempeñó como Canciller durante la crisis financiera de 2007-2008 y la Gran Recesión.
Darling fue presidente de Better Together Campaign (2012-2014), un grupo multipartidista que hizo campaña con éxito para que Escocia siguiera siendo parte del Reino Unido en el referendo de independencia de 2014. Fue un firme defensor de la campaña del referendo «Reino Unido debe permanecer en la Unión Europea» de 2016. El 3 de noviembre de 2014, Darling anunció que dimitiría en las elecciones generales de 2015. Fue nominado para un título nobiliario vitalicio en 2015 y se sentó en la Cámara de los Lores hasta su jubilación en 2020.